# Franz Kafka's It's a Wonderful Life
Franz Kafka's It's a Wonderful Life (1993) es un cortometraje cómico para la BBC Escocia. Escrito y dirigido por Peter Capaldi, lo protagonizan Richard E. Grant como Franz Kafka y Ken Stott.
El título hace una doble referencia, al escritor Franz Kafka y a la película Es una vida maravillosa, dirigida por Frank Capra; y la trama lleva ese concepto hasta profundidades absurdas. El gran escritor está a punto de escribir su famosa obra La metamorfosis, pero le falla la inspiración y además sufre continuas interrupciones. 
En 1994, la película ganó un premio BAFTA al Mejor Cortometraje. Al año siguiente obtuvo un Oscar al mejor cortometraje de acción real.

## Reparto
- Richard E. Grant, como Franz Kafka.
- Crispin Letts, como Gregorio Samsa.
- Ken Stott, como Woland.
- Elaine Collins, como Miss Cicely.
- Phyllis Logan, como Frau Bunofsky.